# Massacre das Bananeiras

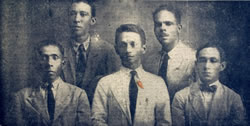
Líderes da greve de trabalhadores das plantações de bananeiras da Colômbia (1928)

O Massacre das Bananeiras (em espanhol: Masacre de las bananeras) foi um massacre de trabalhadores da United Fruit Company ocorrido em 6 de dezembro de 1928 na cidade de Aracataca (Magdalena), nas proximidades de Santa Marta, Colômbia. Após oficiais americanos, juntamente com representantes da United Fruits apontarem a greve dos trabalhadores como "comunista" e com "tendências subversivas" em telegramas a secretaria de estado americana, o governo americano ameaçou invadir a Colômbia com a marinha americana se o governo do país não agisse para proteger os interesses da empresa. Um número desconhecido de trabalhadores morreu[carece de fontes?] quando o governo conservador de Miguel Mendéz enviou o exército colombiano para acabar com uma greve por melhores condições de trabalho.
Gabriel García Márquez escreveu uma versão fictícia do acontecido em sua obra Cem Anos de Solidão.

## Greve
Os trabalhadores das plantações de banana colombianas entraram em greve em dezembro de 1928. Eles queriam contratos escritos, oito horas de trabalho diárias, uma folga por semana e a eliminação do sistema de cupons de comida. Esse se tornou o maior movimento trabalhista da história até então. Membros radicais do Partido Liberal Colombiano, assim como membros dos partidos socialista e comunista colombiano, participaram do movimento.

## Massacre
Um regimento do exército de Bogotá foi enviado pelo governo para lidar com os grevistas, que eles consideraram como subversivos. Se essas tropas foram enviadas a pedido da United Fruit Company não ficou claro.
As tropas posicionaram suas metralhadoras nos telhados dos prédios baixos nas esquinas da praça principal, fecharam as ruas de acesso e, após um aviso de cinco minutos, abriram fogo contra uma densa multidão de trabalhadores e suas famílias que tinham se reunido após a Missa de Domingo para esperar por uma resposta antecipada do governador.
O general Cortés Vargas, que comandou as tropas durante o massacre, assumiu a responsabilidade por 47 vítimas. Na realidade, o número exato de vítimas nunca foi confirmado. Herrera Soto, co-autor de um estudo abrangente e detalhado da greve de 1928, reuniu várias estimativas apresentadas pelos contemporâneos e historiadores, que variam entre 47 a  2 mil. Sobreviventes, histórias orais populares e documentos escritos dão números entre 800 e 3 mil mortos, acrescentando que os assassinos lançaram os mortos mar. Outras fontes afirmam que os corpos foram enterrados em covas coletivas.
Entre os sobreviventes estava Luis Vicente Gámez, mais tarde uma famosa figura local, que sobreviveu se escondendo debaixo de uma ponte por três dias. Todo ano após o massacre, Gámez veiculava uma mensagem memorial no rádio.
Outra versão feita pelo soldado Jose Gregorio Guerrero disse que o número de mortos foi de nove pessoas: oito civis e um soldado. Guerrero acrescentou que Jorge Eliécer Gaitán exagerou no número de mortes.
A mídia anunciou números distintos de mortes e opiniões díspares a respeito dos eventos ocorridos naquela noite. A conclusão é que não há uma narrativa unânime, mas, ao contrário, variações que se diversificam a depender da fonte de onde provieram. A mídia americana proveu informação enviesada a respeito da greve. Também a mídia colombiana foi enviesada, de acordo com o alinhamento político de cada publicação. O jornal El Tiempo, por exemplo, estabelecido em Bogotá, afirmou que os trabalhadores exerciam o seu direito de exigir condições melhores. No entanto, devido à posição politicamente conservadora do jornal, frisou-se a discordância com a greve.

## Consequências
Movimentos de guerrilha na Colômbia, como as Forças Armadas Revolucionárias da Colômbia (FARC), argumentaram que o crescimento do comunismo na Colômbia foi desencadeado por atrocidades como essas e o chamaram de terrorismo de Estado. O Massacre foi uma das principais causas do Bogotazo e da era de violência conhecida como La Violencia.
Chiquita admitiu ter pago 1,7 milhão de dólares ao grupo paramilitar AUC (Autodefesa Unidas da Colômbia), que matou centenas de cidadãos colombianos. Esta empresa financiou máquinas de guerra pagando este grupo terrorista. Alegaram que foram vítimas de extorsão e disseram que os pagamentos foram feitos como forma de proteger seus trabalhadores dos paramilitares, mas a população parece fazer objeções.